# Lại Hợp Mạnh
Lại Hợp Mạnh là kiểm sát viên cao cấp người Việt Nam. Ông hiện giữ chức vụ Viện trưởng Viện kiểm sát nhân dân tỉnh Thái Bình.

## Tiểu sử
Lại Hợp Mạnh là Đảng viên Đảng Cộng sản Việt Nam.
Sáng ngày 27 tháng 10 năm 2017, Lại Hợp Mạnh, Phó Viện trưởng Viện kiểm sát nhân dân tỉnh Thái Bình, được Phó Viện trưởng Viện kiểm sát nhân dân tối cao Việt Nam Lê Hữu Thể trao Quyết định số 56/QĐ-VKSTC ngày 26/10/2017 của Viện trưởng Viện kiểm sát nhân dân tối cao Việt Nam bổ nhiệm giữ chức vụ Viện trưởng Viện kiểm sát nhân dân tỉnh Thái Bình kể từ ngày 1 tháng 11 năm 2017.
Từ ngày 1 tháng 12 năm 2018, ông được Viện trưởng Viện kiểm sát nhân dân tối cao Việt Nam Lê Minh Trí bổ nhiệm chức danh Kiểm sát viên cao cấp.